# Rudolf Holste
Pour les articles homonymes, voir Holste (homonymie).
Rudolf Holste (9 avril 1897 à Hessisch Oldendorf - 4 décembre 1970 à Baden-Baden) est un Generalleutnant allemand qui a servi au sein de la Heer dans la Wehrmacht pendant la Seconde Guerre mondiale.
Il a été récipiendaire de la croix de chevalier de la croix de fer avec feuilles de chêne. La croix de chevalier de la croix de fer et son grade supérieur, les feuilles de chêne, sont attribués pour récompenser un acte d'une extrême bravoure sur le champ de bataille ou un commandement militaire avec succès.
Il termine toutefois la guerre en étant l'un des généraux allemands qui se seront tristement distingués[non neutre] en abandonnant leur troupes au combat pour fuir vers l'ouest. Dans le récit d'Anthony Beevor sur la chute de Berlin, ce dernier explique comment le général Holste s'est présenté au QG de la Douzième Armée du général Wenck après avoir fui son PC du 41e corps blindé avec sa femme.

## Biographie
Rudolf Holste s'engage comme volontaire le 15 août 1914 dans le 62e régiment d'artillerie de campagne (de) et est promu lieutenant de réserve le 18 août 1915. 

## Décorations
- Croix de fer (1914)
  - 2e classe (24 juillet 1915)
  - 1re classe (16 novembre 1917)
- Insigne des blessés (1914)
  - en noir
- Croix hanséatique de Hambourg
- Croix d'honneur
- Agrafe de la croix de fer (1939)
  - 2e classe (19 septembre 1939)
  - 1re classe (14 octobre 1939)
- Croix allemande en or
- Croix de chevalier de la croix de fer avec feuilles de chêne
  - Croix de chevalier le 6 avril 1942 en tant que Oberst et commandant du Artillerie-Regiment 73[1]
  - 561e feuilles de chêne le 27 août 1944 en tant que Oberst et commandant de la 4. Kavallerie-Brigade[2]
- Mentionné dans le bulletin radiophonique Wehrmachtbericht (8 août 1944)